# Kostelní Radouň
Kostelní Radouň (en allemand : Kirchen Radaun) est une commune du district de Jindřichův Hradec, dans la région de Bohême-du-Sud, en République tchèque. Sa population s'élevait à 300 habitants en 2020.

## Géographie
Kostelní Radouň se trouve à 8 km au sud-est de Deštná, à 10 km au nord de Jindřichův Hradec, à 48 km au nord-est de České Budějovice et à 104 km au sud-sud-est de Prague.

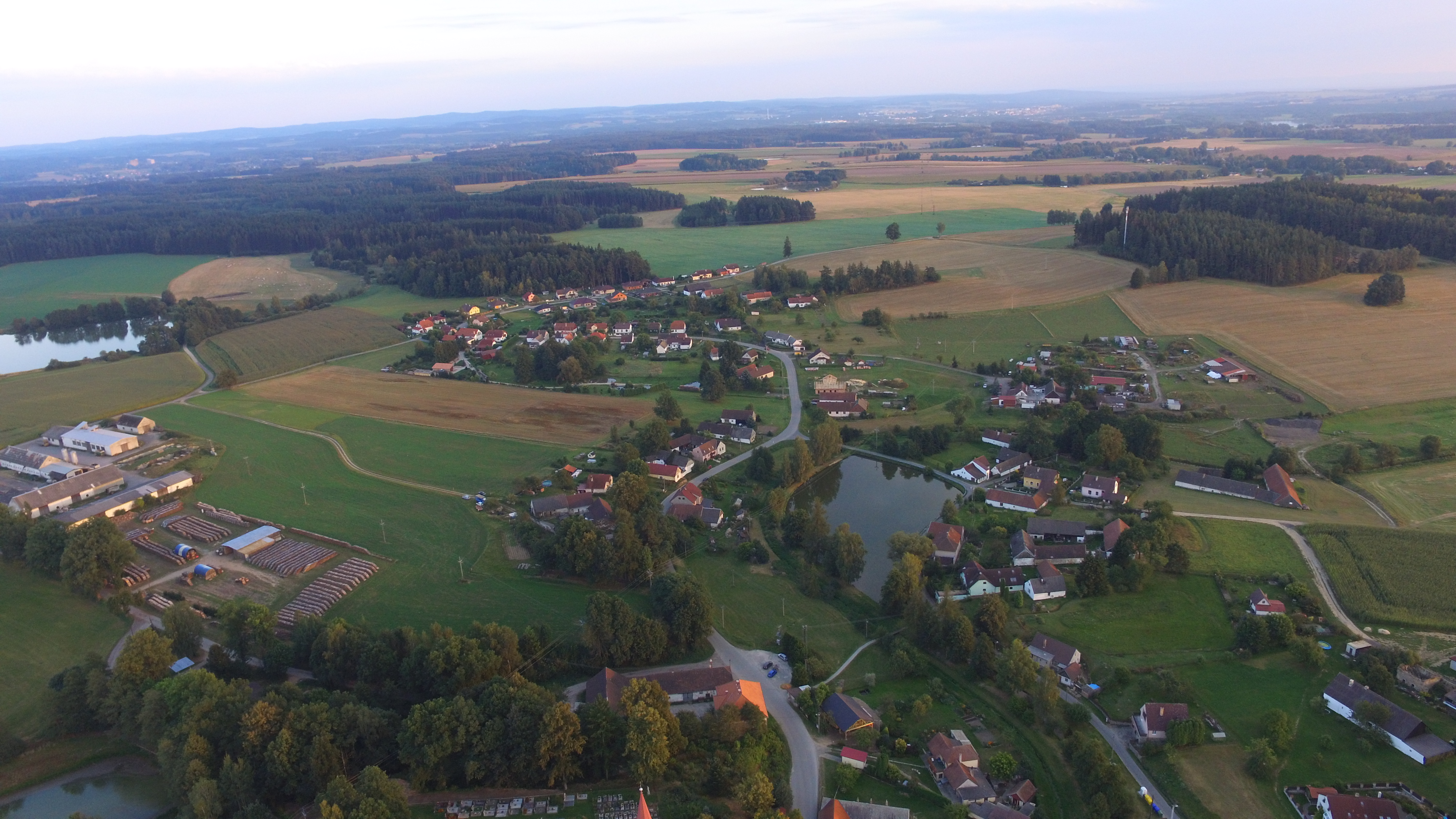
Kostelní Radouň : vue aérienne.

La commune est limitée par Okrouhlá Radouň au nord, par Jarošov nad Nežárkou à l'est, par Jindřichův Hradec au sud et par Lodhéřov à l'ouest.

## Histoire
La première mention écrite du village date de 1296.

## Source
- (cs) Cet article est partiellement ou en totalité issu de l’article de Wikipédia en tchèque intitulé « Kostelní Radouň » (voir la liste des auteurs).